# Francesco Mancini (compositeur)
Pour les articles homonymes, voir Francesco Mancini.
Francesco Mancini (Naples, 16 janvier 1672 – Naples, 22 septembre 1737) est un compositeur et un organiste italien.

## Biographie
Francesco appartient à l'illustre famille Mancini. Il a étudié l'orgue pendant six ans au Conservatoire de la Pietà dei Turchini à Naples où il est entré en 1688. Il a été élève de Francesco Provenzale et de Gennaro Ursino. Ses études terminées, il entre au service du Vice-Roi. En 1704, il devient organiste à la Chapelle Royale napolitaine. Il a été un professeur dont l'influence a été très marquante. Il a obtenu ses postes les plus importants pendant l'absence d'Alessandro Scarlatti de la cour napolitaine, entre 1702 et 1708. Pendant cette période, il a été Directeur du Conservatoire de Santa Maria di Loreto et est devenu premier organiste et maître de la Chapelle Royale. Son assistant était Giuseppe Porsile.

## Œuvres

### Opéras
- Il nodo sciolto e ligato dall'affetto, o vero L'obligo e l disobligo vinti d'amore (dramma boscareccio, 1696, Rome)
- Arivisto (dramma per musica, livret de Pietro d'Averara, 1702, Naples)
- Silla (melodramma, livret de A. Rossini, 1703, Naples)
- La costanza nell'honore (dramma per musica, livret de Francesco Passarini, 1704, Naples)
- Gli amanti generosi (dramma per musica, livret de Giovanni Pietro Candi, 1705, Naples)
- La serva favorita (melodramma, livret de Giovanni Cosimo Villifranchi. 1705, Naples)
- Alessandro il grande in Sidone (dramma per musica, livret de Aurelio Aureli, 1706, Naples)
- Turno Aricino (dramma per musica, livret de Silvio Stampiglia et Filippo Falconi, 1708, Naples)
- Artaserse (dramma per musica, livret de G. Papis, 1708, Naples)
- L'Engelberta, o sia La forza dell'innocenza (3e acte et une partie du 2e acte) (dramma per musica, livret de Apostolo Zeno et Pietro Pariati, 1709, Naples; en collaboration avec Antonio Orefice)
- L'Idaspe fedele (opera, livret de Giovanni Pietro Candi, 1710, Londres)
- Mario fuggitivo (dramma per musica, livret de Silvio Stampiglia, 1710, Naples)
- Abdolomino (10 arie) (dramma per musica, livret de Silvio Stampiglia, 1711, Naples; arrangement de l’Abdolomino de Giovanni Bononcini)
- La Semele (favola per musica, livret de Nicolò Giuvo, 1711, Piedimonte Matese)
- Selim re d'Ormuz (dramma per musica, livret de Giovanni Domenico Pioli, 1712, Naples)
- Agrippina (16 arie) (dramma per musica, livret de Vincenzo Grimani, 1713, Naples; arrangement de l' Agrippina de Georg Friedrich Händel)
- Artaserse re d Persia (14 arie) (dramma per musica, livret de Francesco Silvani, 1713, Naples; arrangement de Il tradimento traditor de se stesso de Antonio Lotti)
- Il gran Mogol (dramma per musica, livret de Domenico Lalli et Angiolino Birini, 1713, Naples)
- Il Vincislao (dramma per musica, livret de Apostolo Zeno, 1714, Naples)
- Alessandro Severo (dramma per musica, livret de Apostolo Zeno, 1718, Rome)
- La fortezza in cimento (melodramma, livret de Francesco Silvani, 1721, Naples)
- Il Trajano (dramma per musica, livret de Giovanni Biavi, 1723, Naples)
- Colombina e Pernicone (intermezzo pour l'opéra précédent)
- L'Oronta (dramma per musica, livret de Claudio Nicola Stampa, 1728, Naples)
- Il Cavalier Bardone e Mergellina (intermezzo pour l'opéra précédent, livret de A. Belmuro)
- Il ritorno del figlio con l'abito più approvato (airs variés) (pasticcio, 1730, Pragues)
- Alessandro nell'Indie (dramma per musica, livret de Pietro Metastasio, 1732, Naples)
- La Levantina (Eurilla e Don Corbolone) (intermezzo pour l'opéra précédent, 1732, Naples)
- Don Aspremo (13 arie) (commedia, livret de Domenico Carcajus, 1733, Naples)
- Demofoonte (6 arie) (dramma per musica, livret de Pietro Metastasio, 1735, Naples; en collaboration avec Domenico Sarro et Leonardo Leo)

#### Opéras (attribution incertaine)
- Alfonso (livret de G. D. Pallavicini, 1697)
- Il Cavalier Brettone (intermezzo, 1720, Naples)

### Musique vocale sacrée

#### Oratorios
- Dolorose Canzoni' (1698, Naples)
- L'amor divino trionfante nella morte di Cristo (1700, Rome)
- La notte gloriosa (livret de G. A. Minotti, 1701, Naples)
- La nave trionfante sotto gli auspici di Maria Vergine (livret de F. Falconi, 1701, Palerme)
- L'Arca del Testamento in Gerico (livret d'Andrea Perrucci, 1704, Naples)
- Gli sforzi della Splendidezza e della Pietà (1707, Palerme)
- Il genere umano in catene (1708, Sienne)
- Il Giuseppe venduto (1711, Palerme)
- Il sepolcro di Cristo Signor nostro (1713, Naples)
- Il sepolcro di Cristo fabbricato dagli Angeli (1716, Florence)
- La caduta di Gerico (1721, Lucques)
- Il zelo animato, ovvero Il gran profeta Elia (livret d'Andrea Perrucci[1] 1733, Naples)

#### Autre musique sacrée vocale
- Diverses cantates sacrées, messes, motets, Magnificat, vêpres et psaumes

### Musique vocale profane
- Diverses cantates profanes

### Musique instrumentale
- 2 toccate di cembalo (1716)
- 12 soli per flauto, clavicembalo e violino (1724, Londra)
- 10 sonate a 4, per flauto, 2 violini, violoncello e basso continuo
- 2 sonate a 5, per flauto, 2 violini, viola, violoncello e basso continuo